# Classe Valour
Le quattro fregate lanciamissili del tipo MEKO A-200SAN della Classe Valour sono le maggiori navi di superficie della Marina sudafricana. Le navi sono state costruite nei cantieri tedeschi Blohm & Voss, due ad Amburgo e due a Kiel con concezione stealth per diminuire la segnatura elettronica. La propulsione è di tipo CODAG WARP.

## Costruzione
Il contratto per la costruzione di queste unità è stato siglato in via preliminare il 3 dicembre 1999 e in via definitiva il 28 aprile 2000.

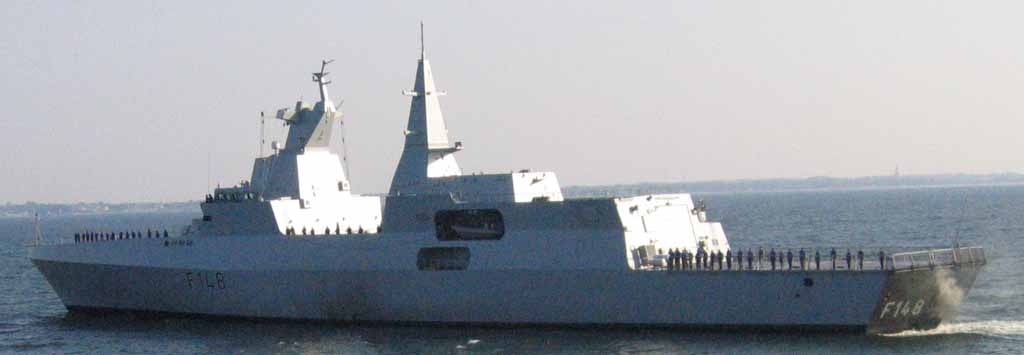
La fregata Mendi

La prima unità ad essere consegnata alla marina sudafricana è stata la fregata Amatola che è giunta in Sudafrica proveniente da Amburgo il 16 febbraio 2003 per essere equipaggiata con i diversi sistemi d'arma ed elettronici, ed al termine di un ciclo di prove, iniziato a partire dall'ottobre 2004, è entrata in servizio il 16 febbraio 2006. Successivamente ha accompagnato il sottomarino Manthatisi nel suo viaggio inaugurale proveniente da Kiel giungendo alla base navale di Simon's Town il 7 aprile 2006.
La seconda unità, la fregata Isandlwana è stata costruita a Kiel giungendo in Sud Africa il 25 febbraio 2004, prendendo parte nel 2006 ad un'esercitazione navale nell'Atlantico meridionale con unità navali di Cile e Brasile.
La terza unità, la fregata Spioenkop proveniente da Amburgo è giunta in Sud Africa il 31 maggio 2004, mentre l'ultima, la fregata Mendi proveniente da Kiel è giunta in Sud Africa il 20 settembre 2004

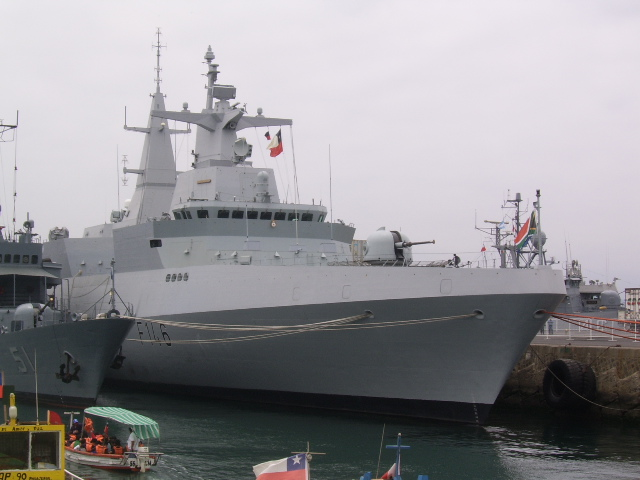
La fregata Isandlwana a Valparaiso nel 2006

## Unità della classe Valour
| South African Navy - Valour Class frigate | South African Navy - Valour Class frigate | South African Navy - Valour Class frigate | South African Navy - Valour Class frigate | South African Navy - Valour Class frigate | South African Navy - Valour Class frigate |
| Matricola                                 | Nome                                      | Cantiere                                  | Impostazione                              | Varo                                      | Consegna                                  |
| ----------------------------------------- | ----------------------------------------- | ----------------------------------------- | ----------------------------------------- | ----------------------------------------- | ----------------------------------------- |
| F145                                      | SAS Amatola                               | Blohm und Voss - Amburgo                  | 2 agosto 2001                             | 6 giugno 2002                             | 2003                                      |
| F146                                      | SAS Isandlwana                            | Howaldtswerke - Kiel                      | 26 ottobre 2001                           | 5 dicembre 2002                           | 2004                                      |
| F147                                      | SAS Spioenkop                             | Blohm und Voss - Amburgo                  | 28 febbraio 2002                          | 2 agosto 2003                             | 2004                                      |
| F148                                      | SAS Mendi                                 | Howaldtswerke - Kiel                      | 28 giugno 2002                            | ottobre 2003                              | 2004                                      |